# Gloria – Das Leben wartet nicht
Gloria – Das Leben wartet nicht ist eine romantische Komödie von Sebastián Lelio, die am 22. August 2019 in die deutschen Kinos kam. Der Film ist ein Remake des ebenfalls von Sebastián Lelio inszenierten Films Gloria von 2013. Die Hauptrolle spielt Oscar-Preisträgerin Julianne Moore. Die Premiere erfolgte am Toronto International Film Festival 2018.

## Handlung
Gloria ist Mutter zweier erwachsener Kinder, temperamentvoll, geschieden und hin und wieder etwas einsam. Ihre Tage verbringt sie mit einem Bürojob, ihre Nächte auf der Tanzfläche von Single-Partys in den Clubs von Los Angeles. In einer dieser Nächte trifft sie Arnold, der genau wie Gloria geschieden und Single ist. Was wie eine abenteuerliche Bilderbuchromanze voller Erotik und Schmetterlingen im Bauch beginnt, muss sich schon bald wichtigen Themen des Lebens wie Familie, Beziehungsfähigkeit und Verbindlichkeit stellen.
Dadurch wird ihre neu gewonnene Liebe auf eine harte Probe gestellt. Beim ersten Treffen zwischen Arnold, Gloria, deren Ex-Mann und dessen neuer Frau sowie den beiden gemeinsamen erwachsenen Kindern kommt es bereits zum ersten Eklat: bestürzt über das noch immer gute Einvernehmen Glorias mit ihrem geschiedenen Mann verlässt Arnold heimlich die Wohnung und meldet sich auch telefonisch nicht auf Glorias Anrufe. Daraufhin beendet sie die Beziehung mit Arnold. Erst nach Tagen meldet er sich zurück und versucht, Gloria wieder für sich zu gewinnen. Doch sie nimmt wochenlang seine Anrufe nicht entgegen. Erst als ihre Tochter nach Schweden auswandert, ist sie seelisch so bedürftig, dass sie ihm nochmals eine Chance gibt. Bei einem Trip nach Las Vegas wollen sie Versäumtes nachholen.
Doch Arnold enttäuscht Gloria abermals, indem er sie erneut heimlich verlässt, diesmal weil seine geschiedene Frau sich beim Sturz in eine Glasscheibe schwer verletzt hat und er zu ihr und seinen beiden offenbar hilflosen erwachsenen Kindern zurückfliegt. Gloria bleibt ohne Geld und Dokumente in Vegas zurück und muss von ihrer Mutter abgeholt werden. Nach ihrer Rückkehr erinnert sie sich an Arnolds Paintball-Ausrüstung im Kofferraum ihres Autos und will sie wegwerfen, holt sie jedoch wieder aus der Mülltonne und wartet damit im Wagen vor Arnolds Haus. Als dieser dort eintrifft, schwört er ihr erneut seine Liebe, doch sie schießt mit seinem Paintball-Gewehr auf ihn und sein Haus. Unter dem Zetern von Arnolds zu Hilfe eilenden Töchtern steigt sie in ihren Wagen und fährt davon.
Während der Rückfahrt mischt sich ihre Verletztheit mit Freude über die gelungene Rache auf Glorias Gesicht. Für diese Gelegenheit hatte sie eine Trauungszeremonie im Freundeskreis versäumt. Bei der anschließenden Tanzveranstaltung dort gibt sie dem ersten Mann, der sie um einen Tanz bittet, einen Korb, lässt sich jedoch von Freundinnen auf die Tanzfläche locken und tanzt dort ganz ohne Partner für sich allein.

## Hintergrund
Mit Gloria – Das Leben wartet nicht schrieb und produzierte Regisseur Sebastián Lelio das US-Remake seines eigenen, gleichnamigen chilenischen Films Gloria, für den Paulina García bei der Berlinale 2013 mit dem Silbernen Bären als beste Hauptdarstellerin ausgezeichnet wurde.

## Kritiken
Franz Everschor wertet im Deutschen Filmdienst: „Moores ungehemmte, innige Verbundenheit mit der von ihr verkörperten Figur ist so vollkommen, wie man sie sich nur wünschen kann.“
Bei Filmstarts urteilte Karin Jirsak-Biemann: „Keine bloße Kopie, sondern die nicht weniger überzeugende Geschichte einer etwas anderen Gloria, die von Julianne Moore einfühlsam und mit mehr Mut zur Tragik zum Leben erweckt wird.“
Verena Schmöller schrieb für Kino-Zeit: „Man versteht die Geschichte in ‚Gloria: Das Leben wartet nicht‘ – egal, ob man den Vorgängerfilm kennt oder nicht. Aber man fühlt sie nicht, man glaubt der ‚neuen‘ Gloria irgendwie nicht so recht – und das gerade vor allem dann, wenn man ‚Gloria (2013)‘ gesehen hat.“
Cinema nannte den Film: „einen emotionalen und stellenweise recht amüsanten Selbstfindungstrip – der angesichts des starken Vorgängers allerdings überflüssig erscheint. Denn obwohl die 58-jährige Oscar-Preisträgerin die perfekte Balance zwischen unbändiger Lebensfreude und großer Einsamkeit findet und auch der restliche Cast – darunter John Turturro („Transformers“) als Glorias neuer und psychisch vorbelasteter Partner – überzeugt, wirkt das Remake an einigen Ecken doch zu glatt und lässt den Charme des Originals vermissen.“
Oliver Armknecht von film-rezensionen.de meinte, der Film „mag über weite Strecken eine Eins-zu-eins-Kopie von ‚Gloria‘ sein. Doch die Geschichte um eine geschiedene Frau in den 50ern, die unbeirrt an ihr Glück glaubt und ihr Leben genießen will, gefällt auch in der Hollywood-Remake-Variante – zumal Julianne Moores Darstellung in allen Lebenslagen umwerfend ist.“
Für prisma.de wertete Jasmin Herzog: „Vergleicht man Original und Remake, dann fällt auf, dass Regisseur Lelio die Geschichte seines Films nur unwesentlich dem neuen Setting angepasst und sogar erstaunlich viele Einstellungen und auch etliche Dialoge eins zu eins übernommen hat. Dennoch hat auch das Remake seine Daseinsberechtigung – vor allem wegen der zwar unterschiedlichen, aber gleichermaßen faszinierenden Hauptdarstellerinnen.“

## Belege
1. ↑   Freigabebescheinigung für Gloria – Das Leben wartet nicht. Freiwillige Selbstkontrolle der Filmwirtschaft (PDF).
2. ↑  Berlinale, Preise & Auszeichnungen 2013. Internationale Filmfestspiele Berlin, abgerufen am 1. August 2019.
3. ↑  Franz Everschor: Gloria – Das Leben wartet nicht. Kritik. In: Filmdienst. Abgerufen am 8. November 2021.
4. ↑  filmstarts.de, abgerufen am 1. August 2019.
5. ↑  Filmkritik. In: kino-zeit.de. Abgerufen am 1. Februar 2025.
6. ↑  Gloria – Das Leben wartet nicht. In: cinema. Abgerufen am 1. Februar 2025.
7. ↑  Filmkritik. In: film-rezensionen.de. Abgerufen am 1. Februar 2025.
8. ↑  Filmkritik. In: prisma.de. Abgerufen am 1. Februar 2025.